# De mascotte
De mascotte is een stripalbum uit de reeks Rataplan. Het album beschrijft hoe de domste hond van het wilde westen mascotte wordt van de cavalerie.

## Het verhaal
De kolonel van de 7e cavalerie heeft vrede gesloten met de Sioux en de president zal bij het tekenen van het vredesverdrag zijn. Er is alleen een klein probleempje. De mascotte van de cavalerie, Fifi VI, wordt vermist. De cavalerie kan nou eenmaal niet zonder een mascotte en daarom moest er een nieuwe komen. De kolonel besluit een nieuwe te zoeken en zijn keuze was de waakhond Rataplan.
Vanaf dit moment beginnen de problemen. Rataplan dreigt verdronken te worden, drie leden van de cavalerie worden door bandieten aangevallen en Rataplan wordt door de indianen gevangengenomen. De indianen ontvoeren de kolonel en vallen het kamp van de cavalerie aan.
De cavalerie vindt hun mascotte terug die door een koopman van wapens gevangen werd genomen om zo van de situatie te profiteren en wapens te verkopen aan de indianen en de cavalerie. De schurk belandt achter de tralies en de vrede wordt getekend.